# Wafae El Atri
Wafae El Atri, née le 27 juillet 1999, est une taekwondoïste marocaine.

## Carrière
Wafae El Atri est médaillée d’or dans la catégorie des moins 67 kg aux Championnat marocain 2018 à salé 
Wafae El Atri est médaillée de bronze dans la catégorie des moins de 67 kg aux Championnats d'Afrique de taekwondo 2018 à Agadir.
Wafae El Atri est médaillée de bronze aux championnat du Monde par équipe 2018 à Wuxi  China 
wafae El Atri est médaillée d’or dans la catégorie des moins 67 kg dans La Coupe Du Trône 2019 à Laâyoune 
Wafae El Atri est médaillée d’or dans la catégorie des moins 67 kg aux Championnat marocain 2019 à meknes 
Wafae El Atri  est médaillée d’or dans la catégorie des moins 67 kg Aux championnats d’Arabe 2019 à Laâyoune 
Wafae El Atri est médaillée de bronze aux Championnat du Monde par équipe 2019 à Séoul Corée 
Wafae El Atri est médaillée d’argent dans la catégorie des moins 67 kg à l’open de Paris À Paris France 
Wafae El Atri est médaillée d’or dans la catégorie des moins 67 kg aux championnats marocain 2024 à Tanger 